# فیرمن لامبو
فیرمن لامبو (تلفظ می‌شود [fiʁ.mɛ̃ lɑ̃.bo]؛ ۱۴ مارس ۱۸۸۶ – ۱۹ ژانویهٔ ۱۹۶۴) رکابزن حرفه‌ای اهل بلژیک بود که در رشتهٔ دوچرخه‌سواری جاده فعالیت می‌کرد. او توانست در سال‌های ۱۹۱۹ و ۱۹۲۲ قهرمان تور دو فرانس شود.

## آغاز زندگی
لامبو در شهر کوچک فلورن زاده شد و به نعل‌سازی اشتغال داشت. او از ۶ صبح تا ۶ شب کار می‌کرد. نخستین دوچرخهٔ خود را در ۱۷ سالگی خرید و هر روز ۵۰ کیلومتر از خانه تا محل کار و برعکس رکاب می‌زد. نخستین رقابت او در یک روستای محلی بود که ۵ فرانک جایزه گرفت. سپس دوچرخهٔ مسابقه‌ای خرید.
لامبو در سال ۱۹۰۸ وارد دوچرخه‌سواری حرفه‌ای شد و در سال بعد، برندهٔ مسابقات قهرمانی فلاندر و بلژیک شد. در سال‌های ۱۹۱۱ تا ۱۹۱۳ نیز در تور دو فرانس شرکت کرد؛ ولی جنگ جهانی اول مسابقه را به مدت پنج سال متوقف کرد.

## قهرمانی در تور
در سال ۱۹۱۹ تور دو فرانس در شرایطی دوباره راه‌اندازی شد که راه‌ها به شدت از جنگ آسیب دیده‌بودند و بسیاری از رقیبان قبلی زنده نبودند تا مسابقه دهند. تنها ۱۱ رکابزن به خط پایان رسیدند. لامبو پس از ۲۴ ساعت رکاب زدن به پیست بوفالو در پاریس رسید تا برای تیم گلوب سیکل رکاب بزند. در بیشتر زمان مسابقه در رتبهٔ دوم بود و پس از زمین خوردن اوژن کریستف رهبری را به دست آورد. تماشاگران احساس می‌کردند لامبو پیروزی خود را بیشتر مدیون بخت بد کریستف می‌داند تا توانایی خود و پول جمع شده برای کریستف بیش از جایزهٔ اعطا شده به لامبو بود. عملکرد او باعث شد با درآمد ماهانهٔ ۳۰۰ فرانک به تیمی بزرگتر به نام پژو بپیوندد. او را تشویق کردند که تنها در تور دو فرانس مسابقه دهد.
در سال‌های ۱۹۲۰ و ۱۹۲۱ به ترتیب در رتبه‌های سوم و نهم ایستاد و در سال ۱۹۲۲ دومین قهرمانی را به دست آورد. در آن مسابقه، لامبو هنگامی رهبری را به دست آورد که اکتور اوسگم به خاطر تعویض دوچرخه یک ساعت جریمهٔ زمانی دریافت کرد. او نخستین رکابزنی بود که بدون پیروزی در هیچ مرحله‌ای برندهٔ تور شده‌بود. همچنین با قهرمانی در ۳۶ سالگی مسن‌ترین رکابزنی بود که قهرمان یکی از تورهای بزرگ دوچرخه‌سواری شده‌بود. رکورد او بیش از ۹۰ سال پابرجا ماند تا این که کریس هورنر با قهرمانی در ووئلتا اسپانیای ۲۰۱۳ در ۴۱ سالگی رکورد او را شکست. البته همچنان مسن‌ترین قهرمان تور دو فرانس محسوب می‌شود.

## نتایج در گرند تورها
|                 | ۱۹۱۱    | ۱۹۱۲    | ۱۹۱۳    | ۱۹۱۴    | ۱۹۱۵    | ۱۹۱۶    | ۱۹۱۷    | ۱۹۱۸    | ۱۹۱۹    | ۱۹۲۰    | ۱۹۲۱    | ۱۹۲۲    | ۱۹۲۳     | ۱۹۲۴     |
| جیرو دیتالیا    | نرفت    | نرفت    | نرفت    | نرفت    | ناموجود | ناموجود | ناموجود | ناموجود | نرفت    | نرفت    | نرفت    | نرفت    | نرفت     | نرفت     |
| پیروزی در مراحل | —       | —       | —       | —       | ناموجود | ناموجود | ناموجود | ناموجود | —       | —       | —       | —       | —        | —        |
| تور دو فرانس    | ۱۱      | ۱۸      | ۴       | ۸       | ناموجود | ناموجود | ناموجود | ناموجود | ۱       | ۳       | ۹       | ۱       | ناتمام-۶ | ناتمام-۸ |
| پیروزی در مراحل | ۰       | ۰       | ۱       | ۱       | ناموجود | ناموجود | ناموجود | ناموجود | ۱       | ۲       | ۱       | ۰       | ۰        | ۰        |
| ووئلتا اسپانیا  | ناموجود | ناموجود | ناموجود | ناموجود | ناموجود | ناموجود | ناموجود | ناموجود | ناموجود | ناموجود | ناموجود | ناموجود | ناموجود  | N/A      |
| پیروزی در مراحل | ناموجود | ناموجود | ناموجود | ناموجود | ناموجود | ناموجود | ناموجود | ناموجود | ناموجود | ناموجود | ناموجود | ناموجود | ناموجود  | N/A      |

| ۱        | برنده                               |
| ۲–۳      | سه نفر اول                          |
| ۴–۱۰     | ده نفر اول                          |
| ۱۱–      | گذر از خط پایان                     |
| نرفت     | در مسابقه شرکت نکرد                 |
| ناتمام-x | به پایان نرساند (انصراف در مرحله x) |
| DNS-x    | آغاز نکرد (عدم شرکت در مرحله x)     |
| اخراج    | اخراج شد                            |
| ناموجود  | مسابقه/رده‌بندی انجام نشد            |
| بی‌رتبه   | در رده‌بندی گنجانده نشد              |